# Newton-on-Ayr Castle
Newton-on-Ayr Castle, auch Sanquhar Castle, war ein Tower House in Ayr in der schottischen Council Area South Ayrshire.

## Geschichte
Die Wallaces ließen die Burg etwa im 15. Jahrhundert erbauen, aber sie fiel dann an Sir William Hamilton, Provost of Ayr; er erhielt sie 1539 vom König zu Lehen. John Wallace von Craigie eroberte sie 1558 mit 40 Mann zurück, aber sie mussten sie später wieder an die Hamiltons zurückgeben. 1559 aber ließen die Wallaces ihren Besitz bestätigen und zogen bald darauf ein.
Bei einem Sturm wurde Newton-on-Ayr Castle im Jahre 1701 beschädigt und schließlich in der zweiten Hälfte des 18. Jahrhunderts abgerissen. Heute ist davon nichts mehr erhalten.